# Вулиця Крилова (Сімферополь)
Вулиця Крилова (крим. Krılov soqağı) — вулиця в Сімферополі, в Центральному районі міста. Історична назва — Цвинтарна.

## Опис
Загальна протяжність вулиці становить 3.8 км. Ця вулиця є своєрідним кордоном між Старим містом і радянською забудовою.
Пролягає від перехрестя з вулицями Севастопольська та Самокиша до промзони, де переходить у дорогу, що веде на пагорб Сари-Балчик на плато Дженакай-Кир.
Прилучаються вулиці Турецька, Караїмська, Червонопрапорна, Клари Цеткін, Футболістів, Нижньогоспитальна, Курцовська, Червоноармійська, 8 березня, Артилерійська, Ангарська, Братська, Жидкова Василя, Полігонна, Інге, Інтернаціональна, Виробнича, провулки Братський, Дніпропетровський, Ламаний, Колодязний, Крайній, Крилова, 3-й Петровський тупик і 2-й Петровський проїзд.
Транспорт: автобуси № 4 та 93.
На вулиці розташований Кінотеатр імені Субхі та Історико-етнографічний музей кримчаків.

## Історія
З кінця XVIII століття тут була околиця міста. Звідси йшла дорога на цвинтарі — християнське та старе мусульманське.
Пам'ять про них залишилась у назвах вулиці, яка до них вела: з 1839 року — вулиця Цвинтарна, з 1891 року — вулиця Староцвинтарна.
У 1924 році вулицю перейменували у Субхі, на честь турецького комуніста Мустафи Субхі, а з 1945 року вулиця отримала назву Крилова, а вулицею Субхі стала інша вулиця.
У 1930-х роках був зруйнований християнський цвинтар, від нього збереглися два будинки: доглядача кладовища та настоятеля церкви. У 1940-50-х був знесений старий мусульманський цвинтар.

## Галерея

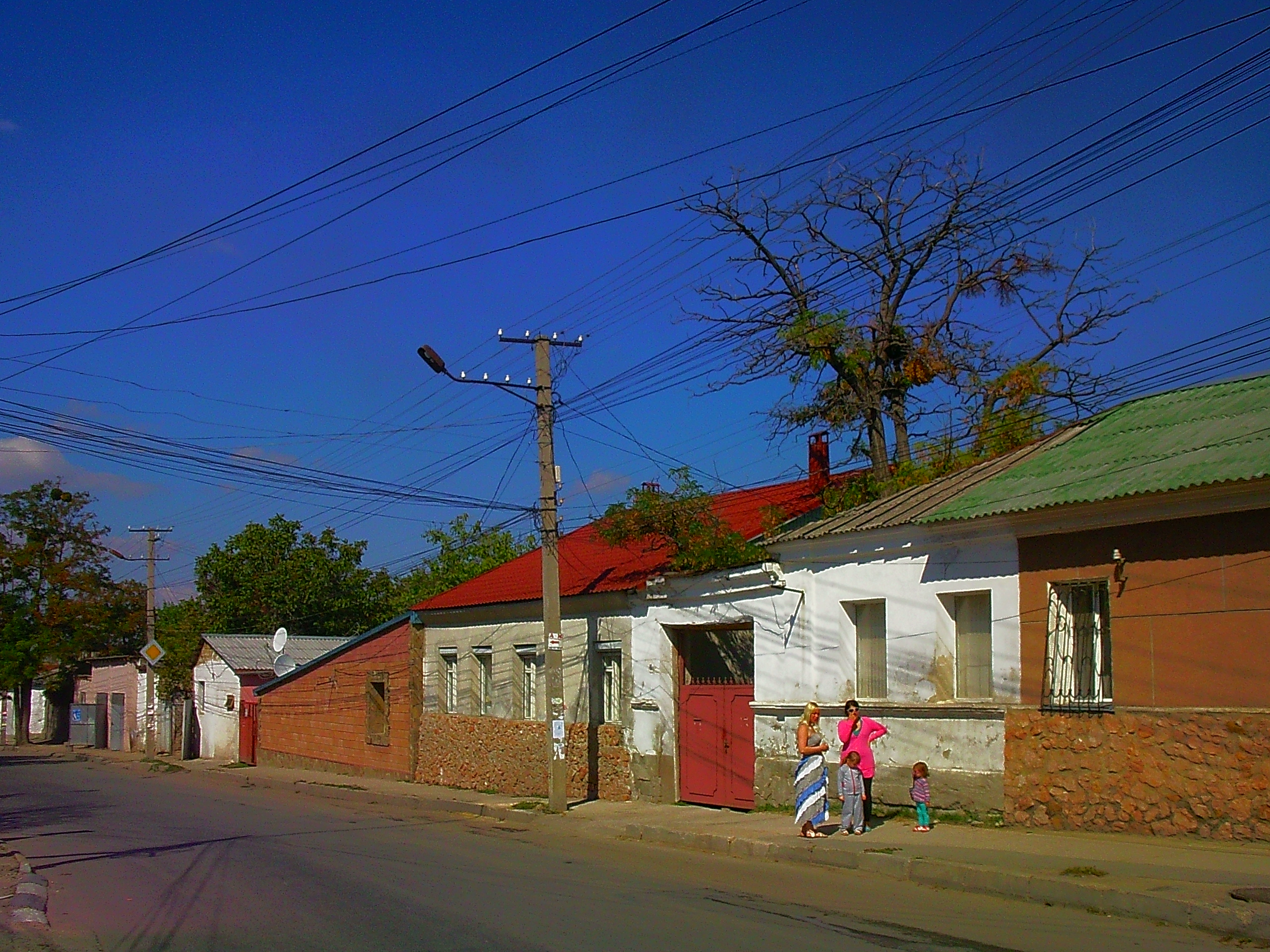
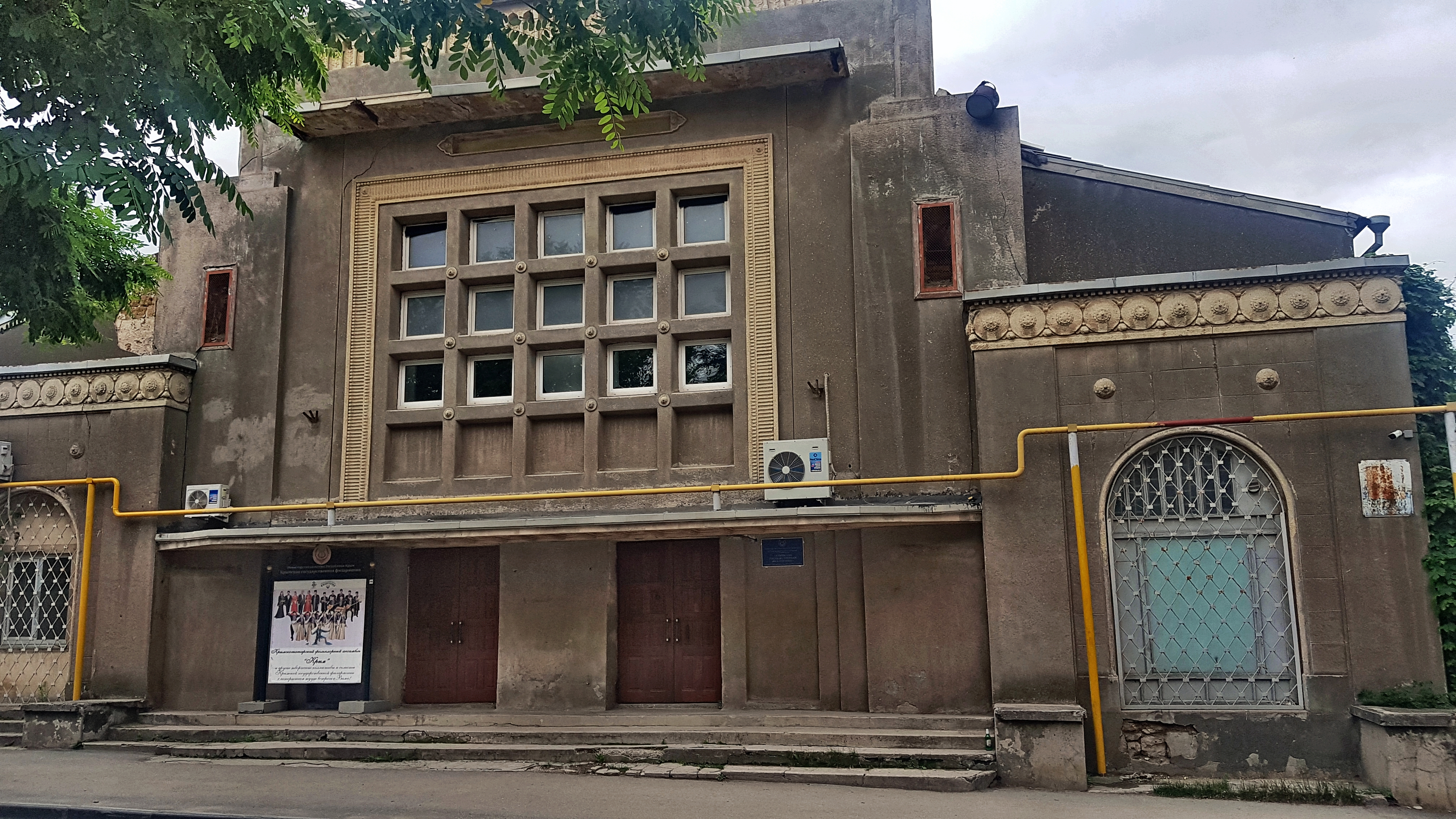
Кінотеатр імені Субхі
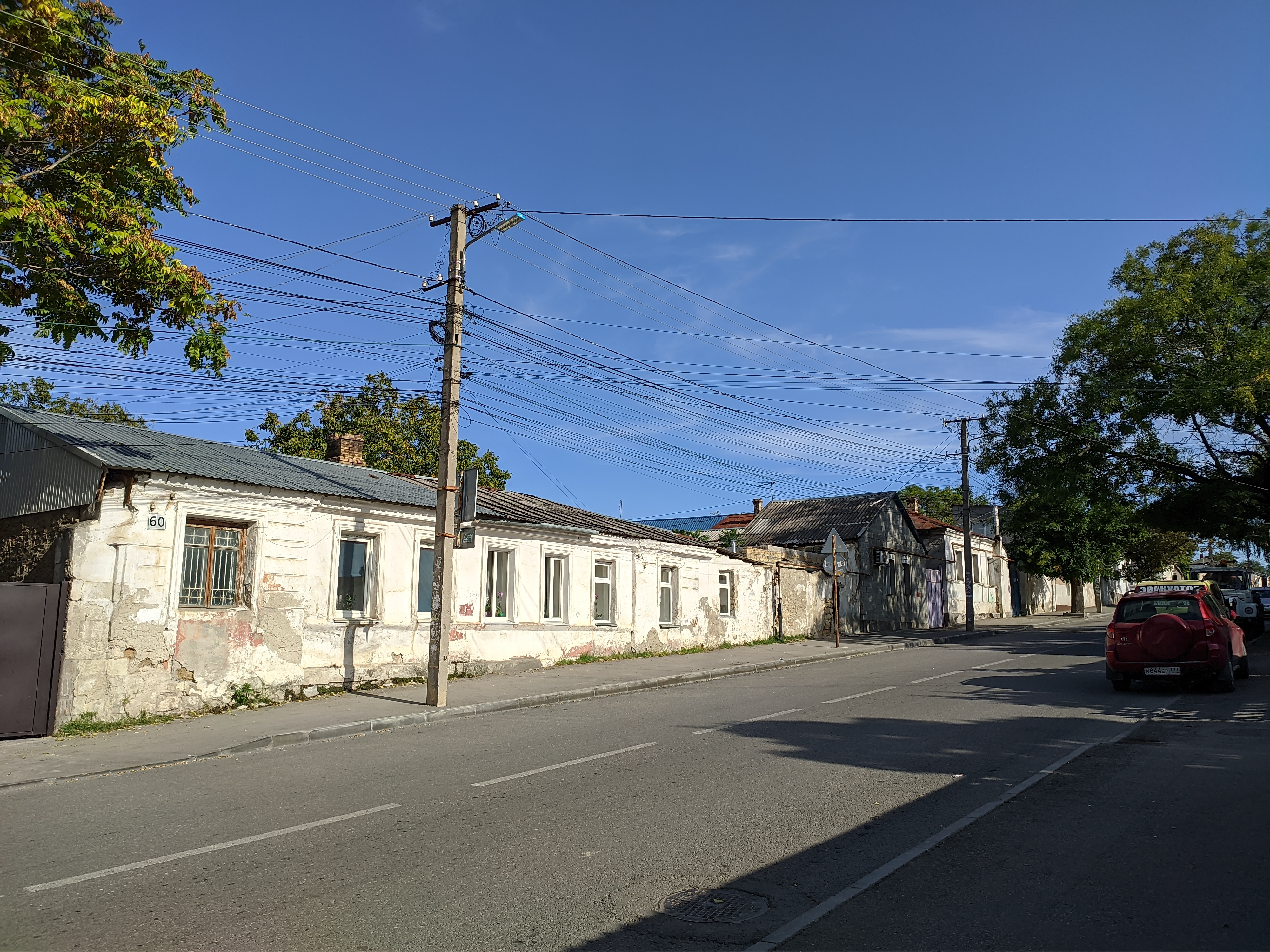

## Рекомендована література
- КУЛЬТУРА ІСТОРИЧНОЇ ПАМ'ЯТІ: ЄВРОПЕЙСЬКИЙ ТА УКРАЇНСЬКИЙ ДОСВІД, Київ — 2013
- Поляков В. Е. Улицы Симферополя. — Симферополь: Таврида, 1994.
- В.Поляков ВПЛИВ КУЛЬТОВИХ СПОРУДЖЕНЬ СІМФЕРОПОЛЯ НА ТОПОНІМІКУ МІСТА
- В. А. Широков «Симферополь. Улицы и дома рассказывают: История Симферополя».